# Turnul Petřín

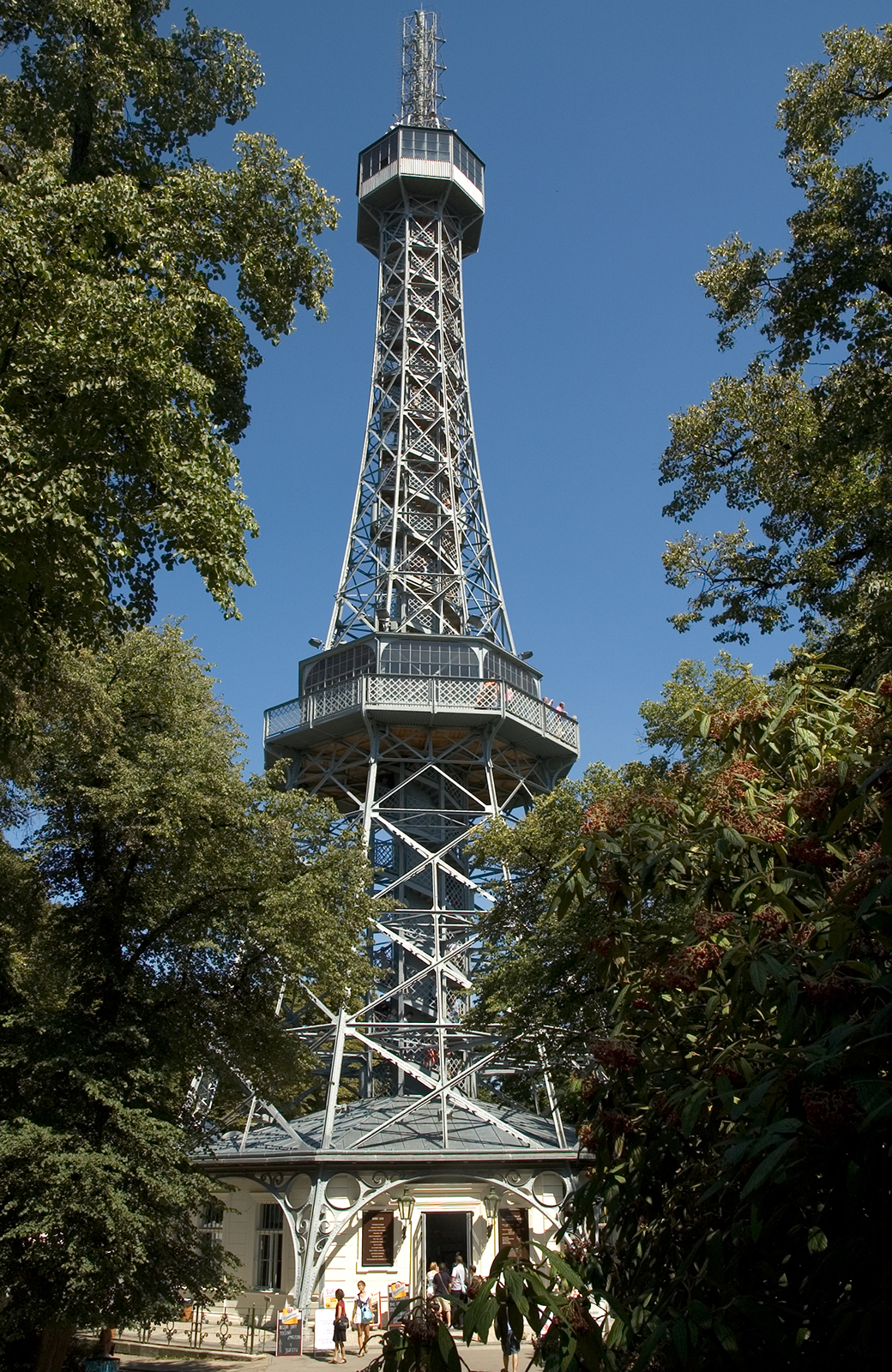
Turnul de observație Petřín

Turnul de observație Petřín (în cehă Petřínská rozhledna) este un turn de oțel din Praga, înalt de 63,5 metri, care seamănă mult cu Turnul Eiffel. Cu toate că este mult mai mic decât Turnul Eiffel, el se află pe culmea unui deal înalt, Petřín, astfel încât vârful său se află la o înălțime mai mare decât cea a Turnului Eiffel. Petřínská rozhledna a fost construit în 1891 și a fost folosit ca turn de observație, dar și ca turn de transmisie. Astăzi Petřínská rozhledna este o atracție turistică majoră a orașului. Dealul poate fi urcat pe jos în aproximativ o jumătate de oră pe un drum care devine destul de alunecos atunci când ninge, în timp ce urcarea în turn este mai scurtă, dar destul de obositoare; totuși, dealul este deservit de un funicular, iar turnul are un ascensor pentru persoanele cu handicap. În 2014, turnul a fost vizitat de mai mult de 557.000 de vizitatori, dintre care peste 70% au fost turiști străini.
Cele două platforme de observație se află la capătul a 299 de trepte așezate în grupuri de câte 13 ce se rotesc în jurul centrului structurii. La nivelul principal se află un magazin de suveniruri și o cafenea mică. La nivelul cel mai de jos este o mică zonă expozițională. O expoziție a prezentat turnuri de observație realizate din piese de tip Merkur și a avut loc între 6 martie 2013 și 30 martie 2014.

## Turnul Petřín versus Turnul Eiffel
Turnul Petřín este adesea descris ca o versiune mai mică a Turnului Eiffel. Spre deosebire de Turnul Eiffel, Turnul Petřín are o bază octogonală și nu pătrată. În plus, el nu se sprijină, precum Turnul Eiffel, pe patru coloane din oțel cu zăbrele. Întreaga zonă aflată sub picioarele sale adăpostește holul de la intrare.
O asemănare între Turnul Eiffel și Turnul Petřín o reprezintă designul celor proiectarea celor mai de jos grinzi transversale sub formă de oase rotunde.

## Istoric
În anul 1889 membrii Clubului Turiștilor Cehi au vizitat expoziția unversală de la Paris și au fost inspirați de Turnul Eiffel. Ei au strâns o sumă suficientă de bani, iar în martie 1891 au demarat construirea turnului pentru Expoziția Centenară din Praga, lucrările fiind finalizate în doar patru luni.
În 1953 a fost instalată o antenă de televiziune în vârful turnului Petřínská rozhledna. Ea a servit ca transmițător principal al semnalului de televiziune în Praga până la inaugurarea Turnului de Televiziune Žižkov la sfârșitul anului 1992.
În anul 1999 turnul a fost complet renovat.
Din 21 ianuarie 2013 turnul este administrat și exploatat de Muzeul orașului Praga Arhivat în 7 aprilie 2016, la Wayback Machine..